# Pilizetes csoengeyi
Pilizetes csoengeyi är en kvalsterart som beskrevs av Sandór Mahunka 1983. Pilizetes csoengeyi ingår i släktet Pilizetes och familjen Galumnidae. Inga underarter finns listade i Catalogue of Life.